# Kathewitz
Kathewitz ist ein Ortsteil der Gemeinde Arzberg im Landkreis Nordsachsen in Sachsen.

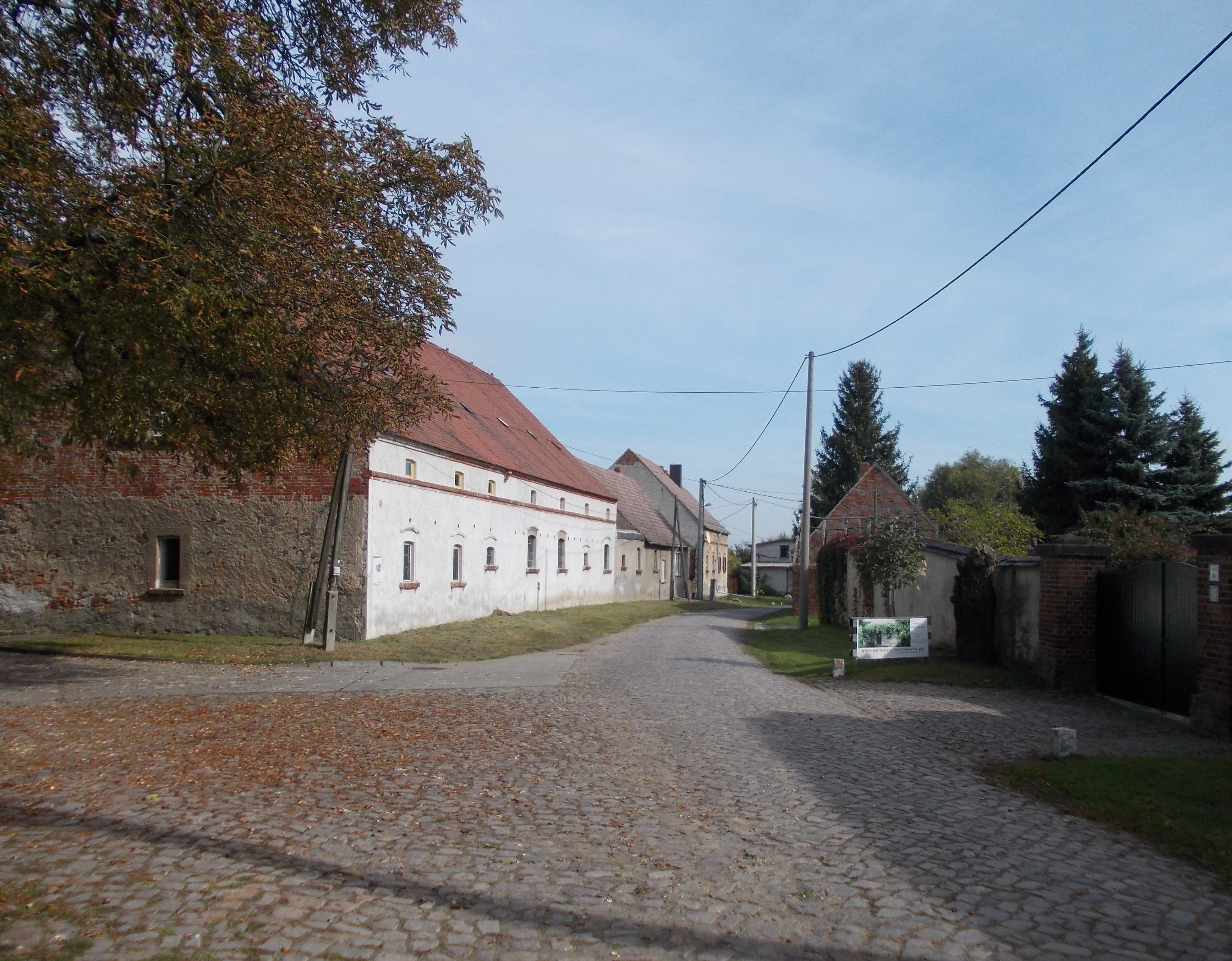
Elbstraße, die Dorfstraße von Kathewitz

## Lage
Der Ort liegt westlich des Ortes Arzberg am Deich der Alten Elbe und dem Belgernscher Sand beim Naturschutzgebiet Alte Elbe Kathewitz. Über eine Ortsverbindungsstraße zur Kreisstraße 8913 ist das Dorf verkehrsmäßig angebunden.

## Geschichte
Das unregelmäßige Platzdorf besitzt eine Gewannflur mit 188 Hektar Land. 1267 trug das Dorf den Namen Chotewiz, der in abgewandelter Form sich bis 1791 als Kathewitz entwickelte. 1529 wohnten im sich entwickelnden Dorf acht Personen, 1818 waren es 51, 1925 aber schon 191 und 1946 insgesamt 244. Die Bewohner schlossen sich der Kirchgemeinde Arzberg an. Die übergeordnete Behörde war 1529 Schweinitz und ab 1551 bis heute das Amt Torgau. Am 20. Juli 1950 wurde die Gemeinde Kathewitz einschließlich Adelwitz und Nichtewitz nach Arzberg eingemeindet.